# Институт экспериментальной ботаники имени В. Ф. Купревича НАН Беларуси

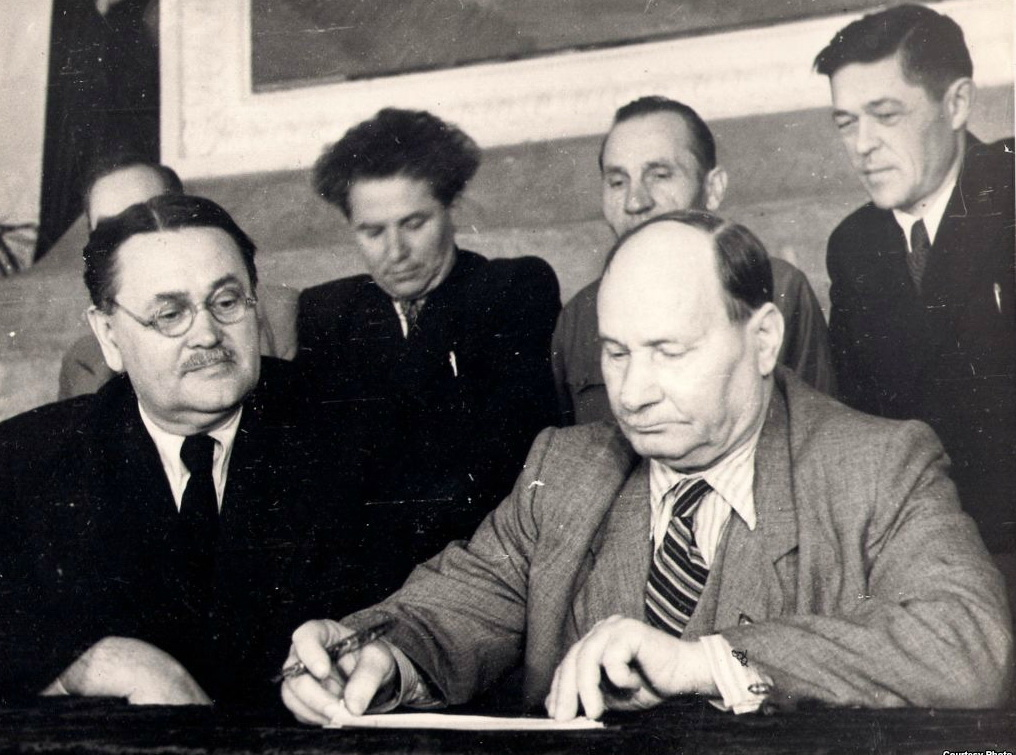
Академик Академии наук Белорусской ССР Василий Купревич (слева в первом ряду), имя которого носит институт

Институт экспериментальной ботаники имени В. Ф. Купревича НАН Белоруссии ― научно-исследовательский институт Белоруссии в области ботаники.

## История
Институт был основан в 1963 году в результате реорганизации Института биологии АН БССР и первоначально назывался Институт экспериментальной ботаники и микробиологии Академии наук Белорусской ССР.
В 1966 году отдел микробиологии был выделен из состава института в самостоятельное учреждение. В 1972 году в состав Отделения физиологии и систематики низших растений АН БССР вошли три лаборатории Института экспериментальной ботаники АН БССР, учреждению было присвоено имя Василия Купревича.
Институт экспериментальной ботаники имени В. Ф. Купревича Национальной академии наук Белоруссии с момента основания входит в состав Отделения биологических наук.

## Основные направления исследований
- - научные основы воспроизводства, рационального использования и охраны лесных и других биологических ресурсов;
  - прогнозирование изменений природной среды, методология рационального природопользования и охраны окружающей среды;
  - методы мониторинга окружающей среды, прогнозирования и предупреждения чрезвычайных ситуаций техногенного и природного характера;
  - получение новых конкурентоспособных и биологически ценных видов продовольствия;
  - молекулярная биология, биотехнология для сельского хозяйства и охраны окружающей среды;
  - исследование физиологических и биохимических механизмов формирования продуктивности и устойчивости растений;
  - охрана и эффективное использование биологических ресурсов;
  - технологии мониторинга и прогнозирования состояния окружающей среды;
  - технологии реабилитации нарушенных природно-растительных комплексов;
  - разработка адаптивных методов ведения земледелия.

## Научные школы
- Флористика и ботаника — Томин М. П., Парфенов В. И.
- Геоботаника и типология леса — Юркевич И. Д., Холод Д. С.
- Фитопатология — Купревич В. Ф., Дорожкин Н. А.
- Физиология больного растения — Купревич В. Ф., Серова З. Я.
- Экзогенная регуляция роста, развития и устойчивости растений — С. М. Маштаков, Н. А. Ламан
- Экология и устойчивость растительных ассоциаций и мониторинг растительного мира — А. В. Пугачевский

## Директора института
- Мавродиади Петр Аристархович — 1931—1933
- Николай Михайлович Кулагин — 1934—1936
- Николай Афанасьевич Дорожкин — 1936—1940
- Анна Андреевна Езубчик — 1940—1941
- Железнов — 1947
- Николай Афанасьевич Дорожкин — 1948—1952
- Николай Дмитриевич Нестерович —1952—1953
- Николай Васильевич Турбин — 1953—1963
- Иван Данилович Юркевич — 1963—1967 гг.
- Михаил Николаевич Гончарик — 1967—1972 гг.
- Виктор Иванович Парфенов — 1972—2000 гг.
- Николай Афанасьевич Ламан — 2000—2010 гг.
- Александр Викторович Пугачевский — с 2010—2022гг.
- Дмитрий Геннадьевич Груммо — с 2022 по настоящее время.

## Награды
- Орден Трудового Красного Знамени (1981).
- Государственные награды БССР 1972 и 1976 гг.